# 司教総代理
司教総代理(しきょうそうだいり；羅:Vicarius generalis； 英:Vicar general)は、カトリック教会の職制の一。

ラテンカトリック司教総代理の紋章の一つ

教会法475条に基づく職制である。教区長である教区司教の補助者で、教区本部の調整役としての役割がある。
固有の聖職者位階ではなく、教区に補佐司教があるときは教会法477条により、補佐司教が司教総代理となるが、通常は司祭が命ぜられる。
司教顧問会、宣教司牧評議会、司祭評議会の職務上の構成員となる。